# تپه چشمه مورینه ۳
تپه چشمه مورینه ۳ مربوط به عصر مفرغ - دوره اشکانیان است و در شهرستان گیلانغرب، بخش مرکزی، دهستان چله، ۶۵۰ متری جنوب روستای چشمه مورینه واقع شده و این اثر در تاریخ ۲۶ اسفند ۱۳۸۷ با شمارهٔ ثبت ۲۵۴۱۰ به‌عنوان یکی از آثار ملی ایران به ثبت رسیده است.